# Semir Tuce
Semir Tuce (Mostar, 1964. február 11. –) jugoszláv válogatott bosnyák labdarúgó, csatár, olimpikon.

## Pályafutása

### Klubcsapatban
1981 és 1989 között a Velež Mostar, 1989 és 1995 között a svájci FC Luzern labdarúgója volt. Mindkét csapattal egy-egy kupagyőzelmet ért el. 1986-ban az év jugoszláv labdarúgójának választották.

### A válogatottban
1986 és 1989 között hét alkalommal szerepelt a jugoszláv válogatottban és két gólt szerzett. Az 1988-as szöuli olimpián kilencedik lett a csapattal.

## Sikerei, díjai
- az év jugoszláv labdarúgója (1986)

 Velež Mostar
- Jugoszláv kupa
  - győztes: 1986

 FC Luzern
- Svájci kupa
  - győztes: 1992

## Statisztika

### Mérkőzései a jugoszláv válogatottban
| Jugoszlávia | Jugoszlávia          | Jugoszlávia                    | Jugoszlávia | Jugoszlávia | Jugoszlávia | Jugoszlávia  | Jugoszlávia | Jugoszlávia |
| #           | Dátum                | Helyszín                       | Hazai       | Eredmény    | Vendég      | Kiírás       | Gólok       | Esemény     |
| ----------- | -------------------- | ------------------------------ | ----------- | ----------- | ----------- | ------------ | ----------- | ----------- |
| 1.          | 1986. október 29.    | Split, Gradski Stadion         | Jugoszlávia | 4 – 0       | Törökország | Eb-selejtező | -           | 65'         |
| 2.          | 1986. november 12.   | London, Wembley Stadion        | Anglia      | 2 – 0       | Jugoszlávia | Eb-selejtező | -           | 73'         |
| 3.          | 1987. március 25.    | Banja Luka, Gradski Stadion    | Jugoszlávia | 4 – 0       | Ausztria    | barátságos   | 1           | 75'         |
| 4.          | 1987. augusztus 29.  | Belgrád, Crvena zvezda Stadion | Jugoszlávia | 0 – 1       | Szovjetunió | barátságos   | -           |             |
| 5.          | 1987. szeptember 23. | Pisa, Aréna Garibaldi          | Olaszország | 1 – 0       | Jugoszlávia | barátságos   | -           | 62'         |
| 6.          | 1988. augusztus 24.  | Luzern, Allmend-stadion        | Svájc       | 0 – 2       | Jugoszlávia | barátságos   | -           |             |
| 7.          | 1989. április 5.     | Athén, Olimpiai Stadion        | Görögország | 1 – 4       | Jugoszlávia | barátságos   | 1           | 67' 75'     |
|             | Összesen             |                                |             | 7           | mérkőzés    |              | 2           | gól         |